# Plectronotus
Plectronotus is een geslacht van rechtvleugeligen uit de familie doornsprinkhanen (Tetrigidae). De wetenschappelijke naam van dit geslacht is voor het eerst geldig gepubliceerd in 1900 door Morse.

## Soorten
Het geslacht Plectronotus omvat de volgende soorten:
- Plectronotus excavatus Grant, 1955
- Plectronotus scaber Morse, 1900